# Selioides guineensis
Selioides guineensis is een eenoogkreeftjessoort uit de familie van de Nereicolidae. De wetenschappelijke naam van de soort is voor het eerst geldig gepubliceerd in 1974 door Carton & Laubier.